# Lill-Åksjön
Lill-Åksjön är en sjö i Bergs kommun och Östersunds kommun i Jämtland och ingår i Indalsälvens huvudavrinningsområde. Sjön har en area på 0,228 kvadratkilometer och ligger 406,3 meter över havet.

## Delavrinningsområde
Lill-Åksjön ingår i det delavrinningsområde (696033-144495) som SMHI kallar för Ovan 696210-144267. Medelhöjden är 391 meter över havet och ytan är 10,36 kvadratkilometer. Det finns inga avrinningsområden uppströms utan avrinningsområdet är högsta punkten. Vattendraget som avvattnar avrinningsområdet har biflödesordning 3, vilket innebär att vattnet flödar genom totalt 3 vattendrag innan det når havet efter 294 kilometer. Avrinningsområdet består mestadels av skog (58 procent) och sankmarker (12 procent). Avrinningsområdet har 0,68 kvadratkilometer vattenytor vilket ger det en sjöprocent på 6,5 procent.